# Nouzonville (tổng)
Tổng Nouzonville là một tổng ở tỉnh Ardennes trong vùng Grand Est.
Tổng này được tổ chức xung quanh Nouzonville ở quận Charleville-Mézières. Độ cao trung bình là 175 m.

## Hành chính
| Giai đoạn | Ủy viên        | Đảng | Tư cách              |
| --------- | -------------- | ---- | -------------------- |
| 1998-2004 | Pierre LEDEMÉ  | PS   |                      |
| 2004      | Pierre Cordier | DVD  | Thị trưởng Neufmanil |

## Các đơn vị hành chính
Tổng Nouzonville gồm 4 xã với dân số 9 831 người (điều tra năm 1999, dân số không tính trùng)
| Xã               | Dân số | Mã bưu chính | Mã insee |
| ---------------- | ------ | ------------ | -------- |
| Gespunsart       | 1 125  | 08700        | 08188    |
| Joigny-sur-Meuse | 634    | 08700        | 08237    |
| Neufmanil        | 1 203  | 08700        | 08316    |
| Nouzonville      | 6 869  | 08700        | 08328    |

## Thông tin nhân khẩu
| 1962                                                     | 1968   | 1975   | 1982   | 1990  | 1999  |
| -------------------------------------------------------- | ------ | ------ | ------ | ----- | ----- |
| 9 886                                                    | 10 906 | 10 660 | 10 429 | 9 977 | 9 831 |
| Nombre retenu à partir de 1962 : dân số không tính trùng |        |        |        |       |       |